# Hibridación genómica comparativa
La hibridación genómica comparativa o CGH (por sus siglas en inglés Comparative Genomic Hybridization) es un método de citogenética molecular para analizar las variaciones en el número de copias (CNV) en relación con el nivel de ploidía del ADN de una muestra en comparación con una muestra de referencia, esto sin la necesidad de realizar un cultivo celular. El objetivo de esta técnica es comparar de manera rápida y eficiente dos muestras de ADN genómico derivado de dos organismos diferentes, que a menudo se relacionan pues se sospecha que tienen diferencias ya sea en la ganancia o pérdida de cromosomas completos o regiones subcromosomales (una porción del cromosoma). Esta técnica originalmente se desarrolló para evaluar las diferencias entre los complementos cromosómicos de un tumor sólido y el tejido normal y tiene una resolución mejorada de 5-10 megabases en comparación con las técnicas tradicionales de análisis citogenéticos de banda como giemsa y FISH, las cuales están limitadas por la resolución del microscopio utilizado.
Esto se logra con el uso de la hibridación competitiva fluorescente in situ. En resumen, implica el aislamiento de ADN de las dos fuentes a comparar, comúnmente la referencia y una muestra, el etiquetado independiente de cada muestra de ADN con diferentes fluoróforos (moléculas fluorescentes) de distintos colores (generalmente rojo y verde), la desnaturalización del ADN para volverlo monocatenario y la hibridación de las dos muestras resultantes en una proporción de 1:1 para una propagación normal de cromosomas en metafase, a los cuales las muestras de ADN marcadas se unirán en su locus de origen. A continuación, las señales fluorescentes de colores se comparan con el uso de un microscopio de fluorescencia y un software, esto a la longitud de onda de cada cromosoma para identificar las diferencias cromosómicas entre las dos muestras. Una mayor intensidad de color proveniente de la muestra de prueba en una región específica de un cromosoma indica la ganancia de material en esa región, mientras que una mayor intensidad de color de la muestra de referencia indica la pérdida de material en la muestra de ensayo en una región específica. Un color neutro (amarillo cuando las etiquetas de fluoróforos son de color rojo y verde) indica que no hay diferencia entre las dos muestras en esa región.
Esta técnica solo puede detectar anormalidades cromosómicas no balanceadas, debido a que las anomalías cromosómicas equilibradas como lo son las translocaciones recíprocas, las inversiones o los cromosomas anillo no afectan el número de copias, que es lo que se detecta por medio de la tecnología CGH. Sin embargo, el CGH permite la exploración de los 46 cromosomas humanos en una sola prueba y la detección de deleciones y duplicaciones, en escala microscópica lo que puede conducir a la identificación de genes candidatos para estudiarlos más a fondo mediante otras técnicas citológicas.
Mediante el uso de microarreglos de ADN en conjunto con la técnica de CGH, se desarrolló un arreglo más específico (aCGH), que permite medir la variación del número de copias locus por locus con una resolución mayor como lo son 100 kilobases. Esta técnica mejorada permite descubrir la etiología de condiciones conocidas y desconocidas.

## Historia
La motivación para el desarrollo de la CGH deriva del hecho de que las formas disponibles de análisis citogenético de bandeo en el momento (Giemsa y FISH) estaban limitadas en su potencial de resolución por los microscopios necesarios para la interpretación de los resultados. Además, la interpretación de bandas giemsa suele ser ambiguo y por lo tanto su fiabilidad es baja, estas técnicas requieren bastante mano de obra lo que limita los loci a examinar.
En 1992 Kallioniemi y sus colegas reportaron el primer análisis de CGH en la Universidad de California, en San Francisco, quienes utilizaron tumores sólidos en su análisis. Lograron esto a través de la aplicación directa de la técnica a las dos líneas celulares de cáncer de mama y tumores vesicales primarios con el fin de establecer el número completo de copias de los cariotipos para las células. Fueron capaces de identificar 16 regiones de amplificación diferentes, muchas de las cuales fueron descubrimientos nuevos.
Poco después, du Manoir et al. reportaron prácticamente la misma metodología. Los autores tiñeron una serie de cromosomas humanos a partir de una biblioteca de ADN con dos fluoróforos diferentes que estaban en proporciones distintas y de esta manera pusieron a prueba la técnica, también aplicaron CGH al ADN genómico de pacientes con Síndrome de Down o con leucemia prolinfocítica de células T, así como células de una línea celular de carcinoma papilar renal. Se concluyó que los coeficientes de fluorescencia obtenidos fueron exactos y que las diferencias entre el ADN genómico a partir de diferentes tipos de células fueron detectables y, por lo tanto, que CGH era una herramienta de análisis citogenético de gran utilidad.
Inicialmente, el uso generalizado de la tecnología CGH fue complicado, ya que los protocolos no estaban estandarizados y por lo tanto surgieron inconsistencias, sobre todo debido a las incertidumbres en la interpretación de los datos. Sin embargo, en 1994 se publicó una revisión en la cual se describía de manera sencilla y detallada el protocolos, y se comercializó el software de análisis de imágenes, lo que permitió que CGH se utilizara en todo el mundo. Ya que nuevas técnicas como la microdisección y la reacción en cadena de polimerasa de oligonucleótidos degradados (DOP-PCR), fue posible aplicar el concepto de CGH a anormalidades cromosómicas más pequeñas y, por lo tanto, mejorar la resolución de CGH.
La implementación de los arreglos de CGH, donde se utilizan microarreglos de ADN en lugar de preparaciones tradicionales de cromosomas en metafase, fue iniciada por Toledo et al. en 1997 con células tumorales y en 1998 por Pinkel et al. mediante el uso de células de cáncer de mama. Esto fue posible gracias al Proyecto del Genoma Humano, pues se generó una biblioteca de fragmentos de ADN clonados que tenían ubicaciones conocidas en todo el genoma humano, estos fragmentos se utilizan como sondas en el micro-arreglo de ADN. Ahora sondas de diversos orígenes tales como ADNc, productos de PCR genómica y cromosomas artificiales bacterianos (BAC) pueden utilizarse en micromatrices de ADN, que pueden contener hasta 2 millones de sondas. El arreglo de CGH es automático y permite una mayor resolución (hasta 100 kb) que CGH tradicional ya que las sondas son más pequeñas y así se pueden dirigir a regiones cromosómicas específicas si es necesario, por lo tanto el análisis es más rápido y mucho más adaptable a su uso en el diagnóstico.

## Métodos básicos

### Preparación de láminas en metafase (la metafase es una de las etapas de la mitosis y la meiosis, que son los dos tipos de división celular)
El ADN en la lámina es una muestra de referencia, y se obtiene de un hombre o una mujer cariotípicamente normal, aunque es preferente utilizar ADN femenino, ya que posee dos cromosomas X los cuales contienen más información genética que el cromosoma masculino Y. Se utiliza fitohemaglutinina de linfocitos de sangre periférica. Se añade 1 ml de sangre heparinizada a 10 ml de medio de cultivo y se incuba durante 72 horas a 37 °C en una atmósfera de 5% CO2, además se agregó colchicina para detener la mitosis en las células, estas se recuperan y tratan con solución hipotónica de cloruro de potasio y se fijaron en metanol y ácido acético a 3:1.
Una gota de la suspensión de células debe dejarse caer sobre una lámina limpiada con etanol desde una altura de aproximadamente 30 cm, esto debe llevarse a cabo a temperatura ambiente y con un 60-70% de humedad. Las láminas deben evaluarse de manera visual utilizando un microscopio de contraste de fase, se debe observar muy poco citoplasma y los cromosomas no deben estar encimados y medir de 400 a 550 bandas sin cromátidas separadas, para que al final se observen obscuros en lugar de brillantes. Después, las láminas deben secarse con aire durante la noche a temperatura ambiente, y cualquier almacenamiento necesario se debe hacer en grupos de cuatro a -20 °C, ya sea con perlas de sílice o con nitrógeno, para así lograr mantenerlas secas. Varios donadores deben ser analizados pues la hibridación puede ser variable. Hay una disposición de láminas comerciales, pero deben ser testadas antes.

### Aislamiento de ADN a partir de un tejido de prueba y uno de referencia
Se utiliza la extracción de fenol estándar para obtener el ADN de ambas muestras de tejido (de un individuo cariotípicamente normal), lo que implica la combinación del buffer Tris y el fenol con el ADN acuoso en cantidades iguales. Enseguida se realiza una separación por agitación y una centrifugación, después de lo cual se elimina el sobrenadante (capa acuosa), adicionalmente se trata con éter y, finalmente, se utiliza precipitación con etanol para concentrar el ADN.
Este proceso se puede completar con kits de aislamiento de ADN que están disponibles comercialmente y se basan en columnas de afinidad.
Preferentemente, el ADN debe extraerse de tejidos fríos o congelados, ya que esto permitirá que tenga una más ata calidad, a pesar de que ahora es posible utilizar material de archivo, que está incrustado en formol o cera de parafina, siempre que se sigan los procedimientos adecuados. Aproximadamente, 0.5-1 μg de ADN es suficiente para el análisis de CGH, aunque si no se obtiene la cantidad deseada se puede aplicar DOP-PCR para amplificar el ADN, sin embargo, en este caso, es importante aplicar DOP-PCR tanto a la prueba como a las muestras de ADN de referencia para una mayor fiabilidad.

### Ahora que los radiactivos ya casi no se utilizan, es posible preparar sondas y así sintetizar también ADN usando PCR, es decir, sintetizamos ADN in vitro, pero sin radiactivos y con precursores que todavía nos permiten tener una etiqueta.
Se utiliza Nick translation (implementado por la ADN polimerasa I) para marcar el ADN, esto implica cortarlo y subcortar los nucleótidos marcados con fluoróforos (marcaje directo) o biotina para tener anticuerpos con fluoróforos conjugados que son agregados después (marcaje indirecto). Por lo tanto, es importante comprobar la longitud de los fragmentos del ADN de referencia y de prueba, por medio de un gel de electroforesis, estos fragmentos deben estar en un rango de 500kb-1500kb para tener una hibridación óptima.

### Bloqueo
Se añade Cot-1 DNA (ADN de placenta enriquecido con secuencias repetitivas con longitud de 50-100 pb) de Life Technologies Corporation® para bloquear secuencias de ADN repetitivas normales, particularmente en los centrómeros y telómeros, si se detectan estas secuencias, la relación de fluorescencia puede reducirse y provocar pérdidas o ganancias para evitar la detección.

### Hibridación
Se mezclan 8-12 µl de cada ADN marcado (referencia y prueba) y se añaden 40 µg de Cot-1 DNA®, después se precipita y disuelve en 6 µl de mezcla de hibridación, que contiene 50% de formamida para disminuir la temperatura de fusión del ADN y 10% de sulfato de dextrano para aumentar la concentración de la sonda efectiva en una solución salina de citrato de sodio (SSC) con un pH de 7.
La desnaturalización de la lámina y las sondas se llevan a cabo por separado. El portaobjetos se sumerge en 70% de formamida y SSC 2x durante 5-10 minutos a 72 °C, mientras que las sondas se desnaturalizan por inmersión en un baño maría a 80 °C durante 10 minutos y se añaden inmediatamente a la preparación de la metafase de las láminas. Esta reacción después se cubre con un cubreobjetos y se deja durante dos a cuatro días en una cámara húmeda a 40 °C.
Después se retira el cubreobjetos y se realizan lavados de 5 minutos, tres con SSC 2x a temperatura ambiente, uno a 45 °C con SSC 0.1x y uno más usando TNT a temperatura ambiente. La reacción se pre-incuba durante 10 minutos, después se hace una segunda incubación de 60 minutos a 37 °C, tres lavados más de 5 minutos con TNT y uno con SSC 2x a temperatura ambiente. A continuación, el portaobjetos se seca utilizando etanol en series de 70% / 96% / 100% antes de la contratinción con DAPI (0,35 μg/ml), para la identificación de cromosomas y se sella con un cubreobjetos.

### Visualización de imágenes de fluorescencia
Se requiere un microscopio de fluorescencia con los filtros apropiados para la tinción DAPI así como dos fluoróforos utilizados para la visualización, estos filtros deben minimizar la diafonía entre los fluoróforos, tales como filtros de paso de banda estrecha. El microscopio debe proporcionar una iluminación uniforme sin variación cromática, ajustarse adecuadamente, tener un tipo de "plan" del objetivo que sea acromático y dar una magnificación de x63 o x100.
La imagen se debe guardar utilizando una cámara con resolución espacial de por lo menos 0.1 µm en el nivel de la muestra y la imagen debe ser de al menos 600x600 píxeles. La cámara también debe ser capaz de integrar la imagen en por lo menos 5 a 10 segundos, con una resolución fotométrica mínima de 8 bits.
Para la etapa de procesamiento de imágenes ya existe software dedicado a CGH que está disponible comercialmente y es necesario para quitar ruido de fondo, eliminar y segmentar materiales que no son de origen cromosómico, normalizar la relación de fluorescencia, llevar a cabo el cariotipo cromosómico y escalar a longitud estándar.
Un cariotipo relativo al número de copias, que presenta zonas de deleciones o amplificaciones cromosómicas se genera por un promedio de las proporciones de un número de metafases de alta calidad y el trazado a lo largo de un ideograma, un diagrama de la identificación de cromosomas basado en los patrones de bandas. La interpretación de los perfiles de relación se lleva a cabo ya sea usando umbrales fijos o estadísticos (intervalos de confianza). Al utilizar los intervalos de confianza, se identifican las ganancias o pérdidas cuando el 95% de la proporción de fluorescencia no contiene 1.0.

### Metodología

Figura 1. Portocolo de un arreglo CGH

### Soluciones tecnológicas para el array de CGH

Figura 2. Perfil aCGH de la línea celular neuroblastoma IMR32